# Castelnovo del Friuli
Castelnovo del Friuli es un municipio italiano situado en la provincia de Pordenone, en Friuli-Venecia Julia. Tiene una población estimada, a fines de febrero de 2025, de 822 habitantes.

## Evolución demográfica
| Gráfica de evolución demográfica de Castelnovo del Friuli entre 1861 y 2025 |
|                                                                             |
| Fuente: ISTAT - Elaboración gráfica de Wikipedia                            |